# 东侨经济技术开发区
东侨经济技术开发区是位于福建省宁德市的一个国家级经济技术开发区。

## 历史沿革
它的前身是1997年在东湖塘华侨农场基础上成立的闽东华侨经济开发区。1999年5月，经福建省人民政府批准成为省级经济开发区。2006年4月，闽东华侨经济开发区与闽东工业园区整合更名为福建东侨经济开发区。2012年12月，经国务院批准升级为国家级经济技术开发区，并改用现名。面积16.7平方公里，下辖9个社区，聚集人口约10万（含流动人口）。
2021年，东侨开发区新增北部新区24平方公里，辖区增加至40.7平方公里。2022年常住人口16.08万，下辖16个社区。

## 行政区划
东侨开发区下辖以下行政区划：：
侨兴社区、兰亭社区、华侨新村社区、富春社区、大门山社区、兰溪社区、湖滨社区、新能源社区、亿利社区、万安社区、塔南社区、迎宾社区、曙光社区、天山社区、五里亭社区和冠云轩社区。